# Vincimi
Vincimi è un EP del cantautore italiano Carlo Zannetti, pubblicato nel 2016.

## Descrizione
Il disco è stato pubblicato dall'etichetta discografica iMusician.

## Tracce
1. Spazio – 3:41 (Carlo Zannetti)
2. Labirinto – 3:29 (Carlo Zannetti)
3. Mittente – 2:54 (Carlo Zannetti)
4. Vincimi – 3:58 (Carlo Zannetti)

Durata totale: 14:02